# True Men Don't Kill Coyotes
«True Men Don't Kill Coyotes» (Los hombres de verdad no matan coyotes) es la primera canción que los Red Hot Chili Peppers lanzaron como sencillo. También es el primer tema de su álbum debut de 1984, The Red Hot Chili Peppers.
El tema fue escrito por Anthony Kiedis, Flea, Jack Sherman y Cliff Martínez, en vez de hacerlo la formación original de la banda (Anthony y Flea con Hillel Slovak y Jack Irons). Está incluido en la colección de la banda What Hits!? en CD y DVD.

## Vídeo musical
El tema tuvo un video musical, el cual fue el primero que grabaron los Red Hot Chili Peppers. Este video, que contiene muchos colores llamativos, muestra a la banda tocando en un escenario que simula ser un desierto. Al comenzar el video un granjero riega una parte del desierto con una sustancia líquida desconocida frente a un cartel de Hollywood. De allí, la banda aparece del suelo y empiezan a tocar la canción. El videoclip muestra lo psicodélico de la época y evoca el descuido que existe con el planeta.
- Datos: Q2292479